# Ермаченко, Станислав Васильевич
Станислав Васильевич Ермаченко (род. 6 сентября 1938, Подолка, Красноярский край) — российский политический деятель. Член Совета Федерации Федерального собрания РФ от Красноярского края в 1996-1998 гг.

## Биография
В 1994 г. Ермаченко был избран депутатом Законодательного Собрания Красноярского края первого созыва и стал его председателем.

### Совет Федерации
В январе 1996 г. Ермаченко по должности председателя Заксобрания входил в состав Совета Федерации Федерального Собрания Российской Федерации, стал членом комитета СФ по делам Федерации, Федеративному договору и региональной политике. В 1998 г. вышел на пенсию.